# Scaglietti
Carrozzeria Scaglietti är en italiensk karossmakare, etablerad 1951 av Sergio Scaglietti.
Scagliettis verkstad låg nära Ferraris lokaler i Maranello och Scaglietti blev Ferraris huvudleverantör av karosser till tävlingsbilar, men byggde även karosser på chassin från andra märken. Scaglietti fick även rycka in och bygga karosser till landsvägsvagnar åt Ferraris huvudformgivare Pininfarina. Företaget övertogs av Ferrari i mitten av 1970-talet.

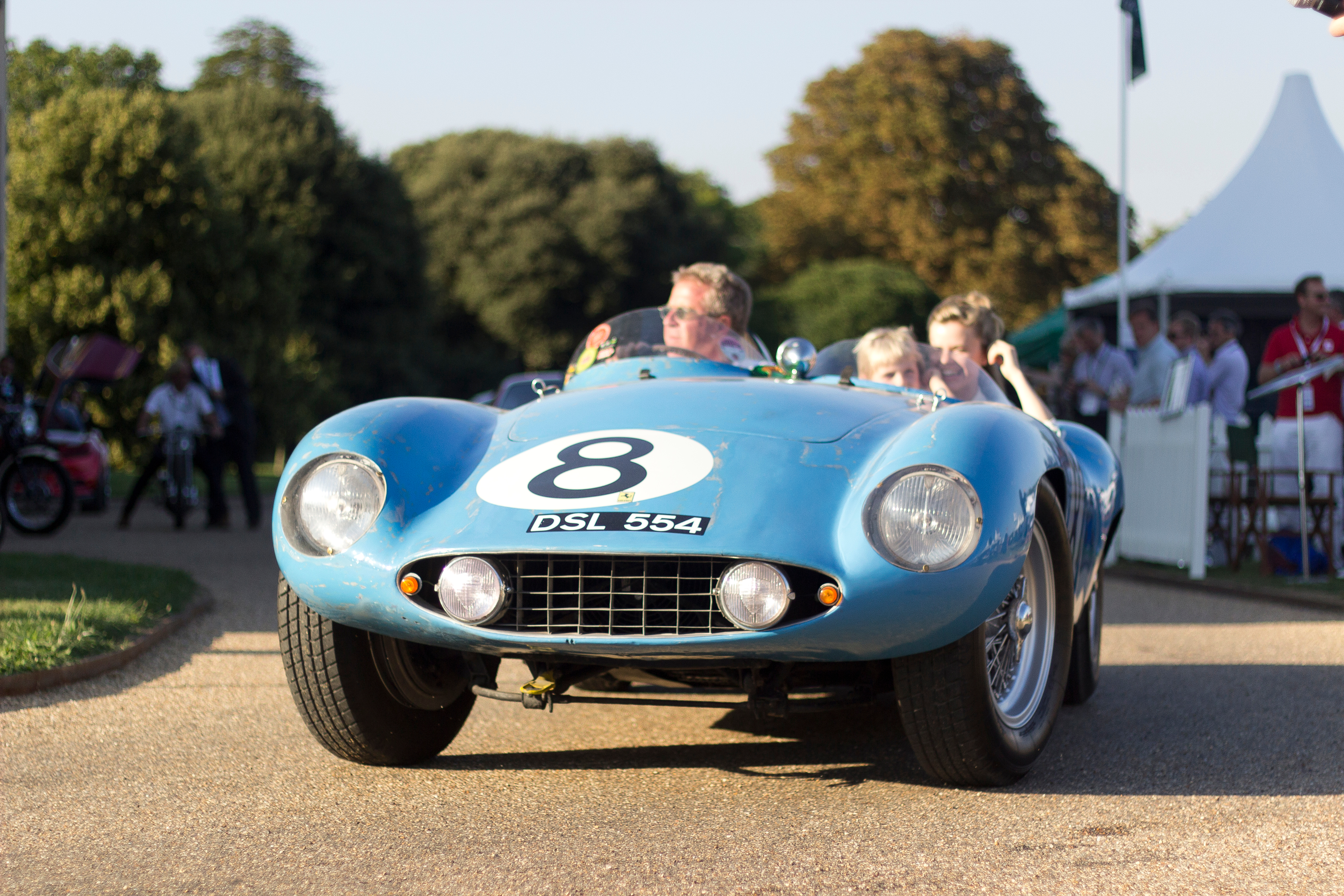
1954 Ferrari Mondial
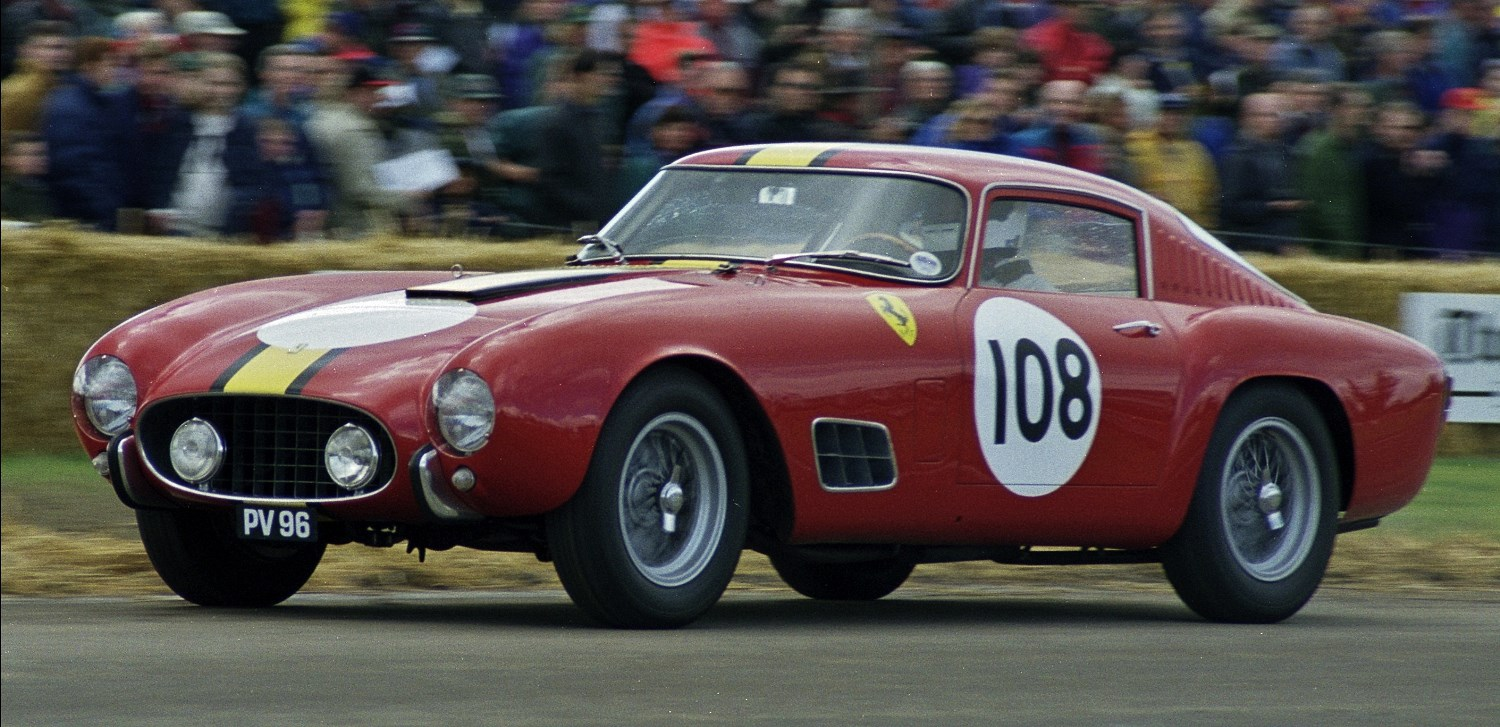
1957 Ferrari 250 TdF
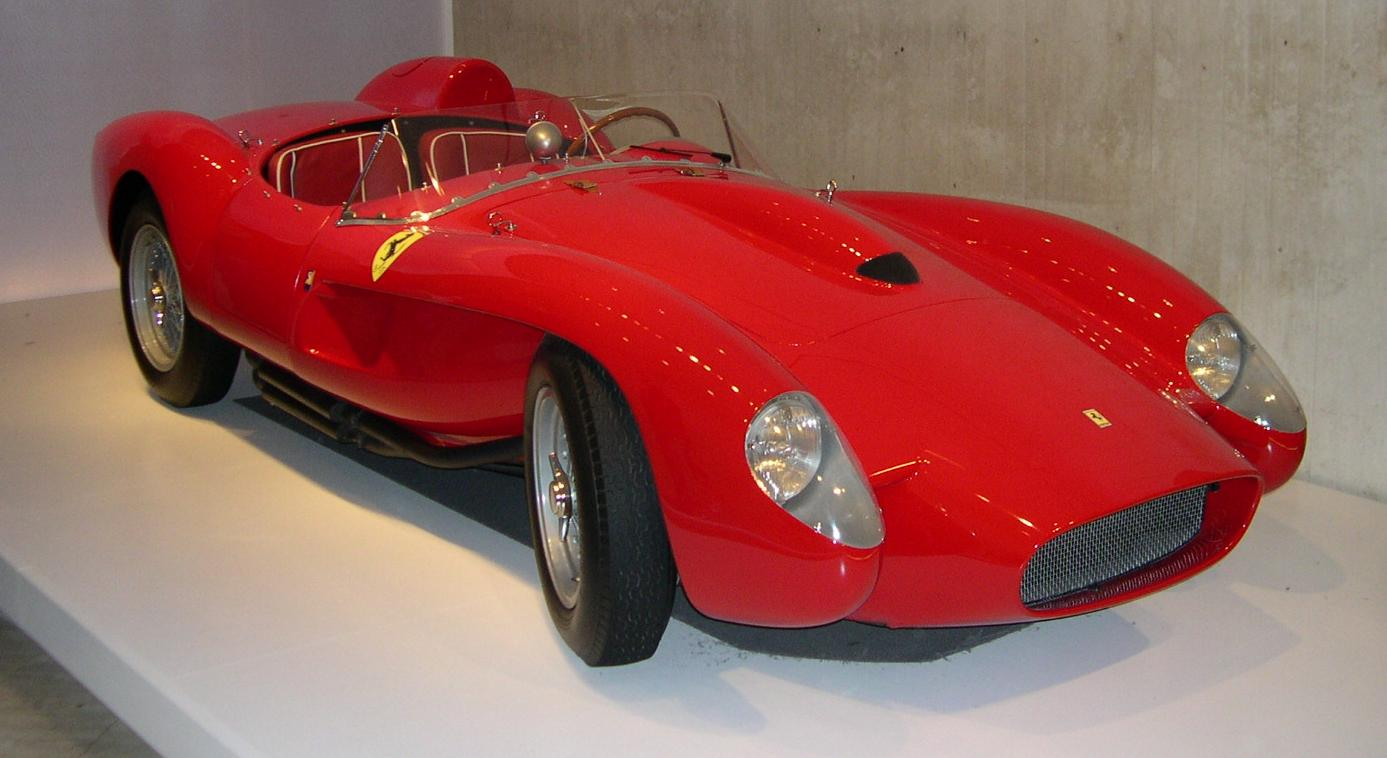
1958 Ferrari TR
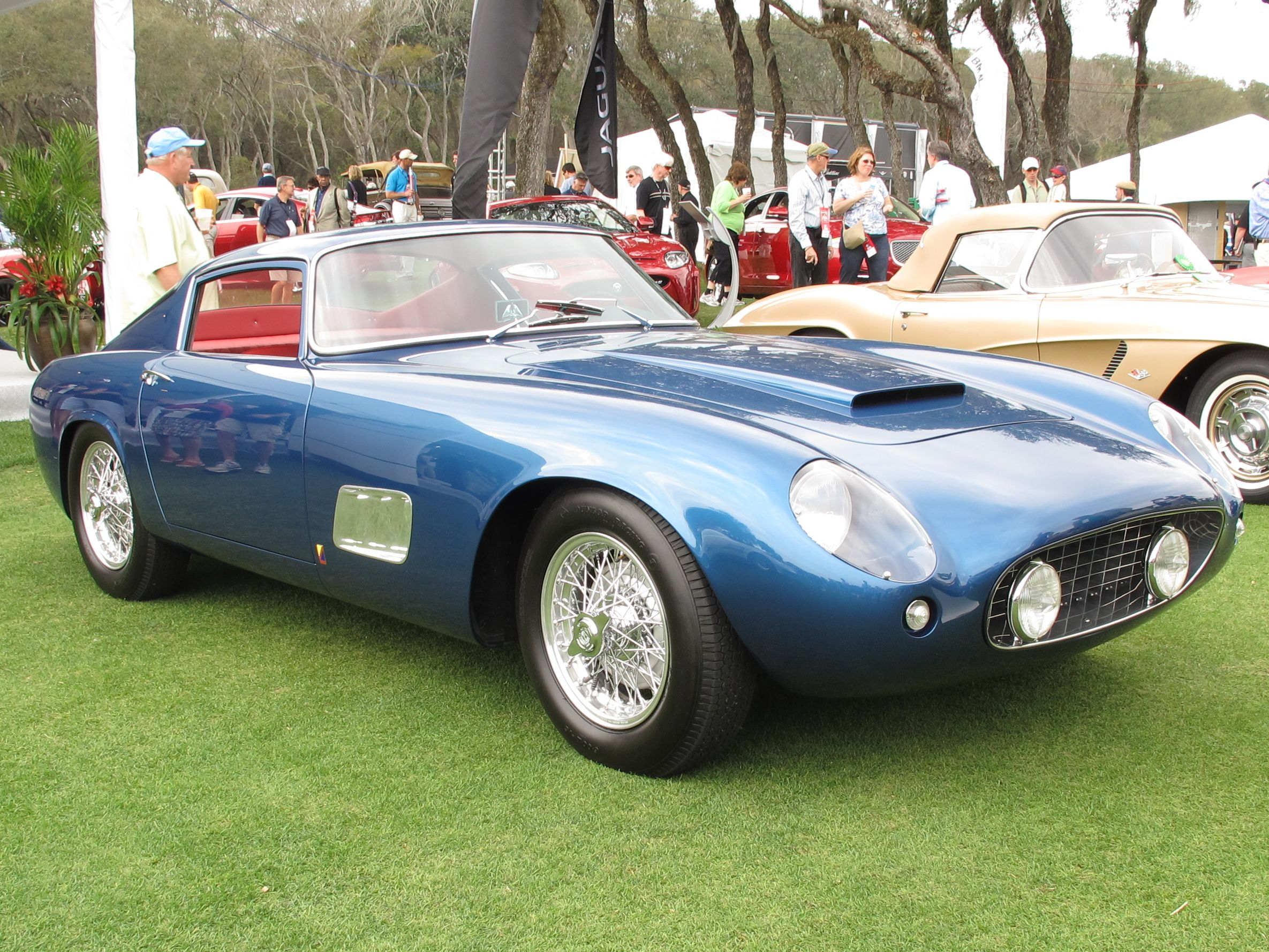
1959 Chevrolet Corvette
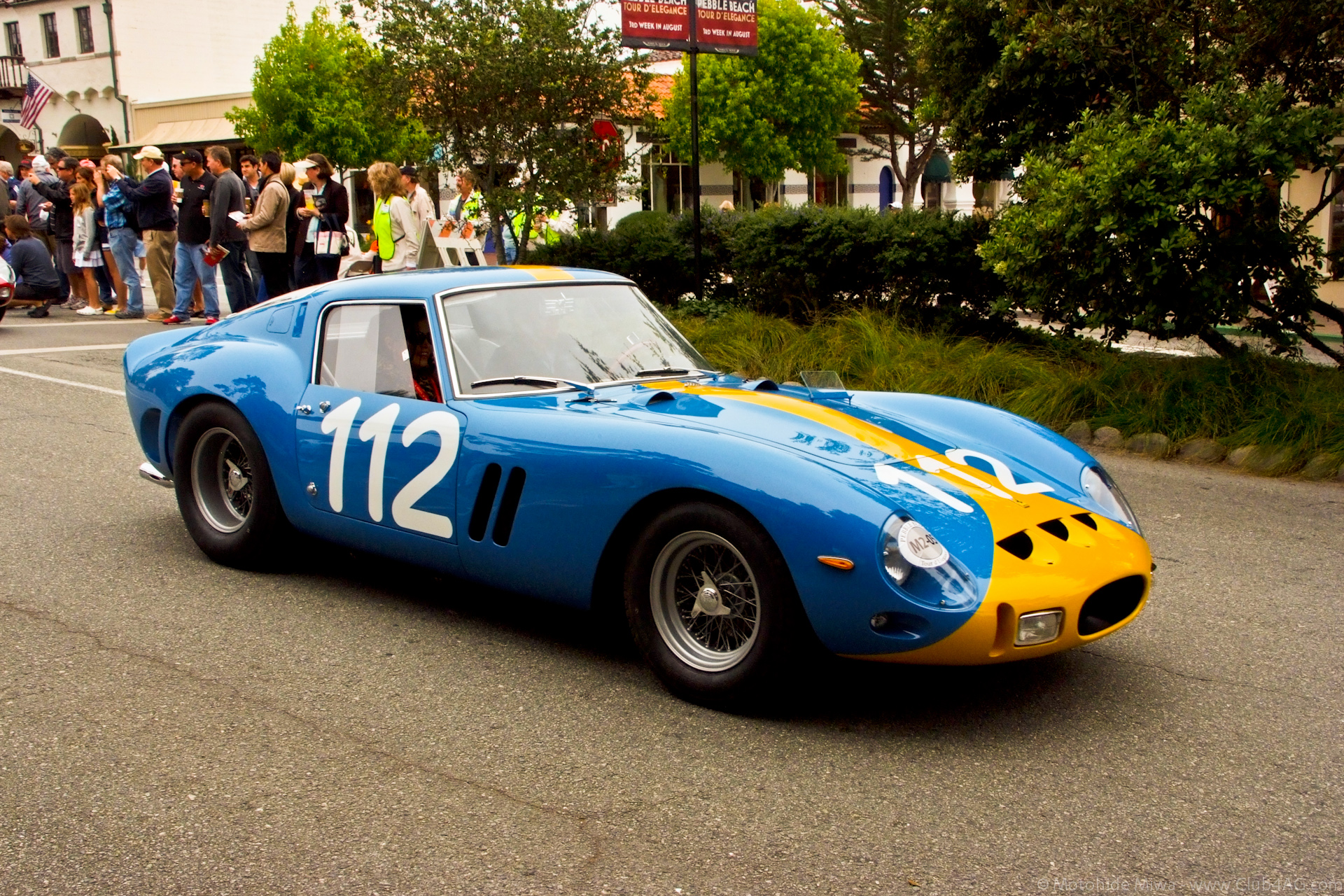
1962 Ferrari 250 GTO omlackerad 1963 i svenska flaggan av Ulf Norinder (1934–77)
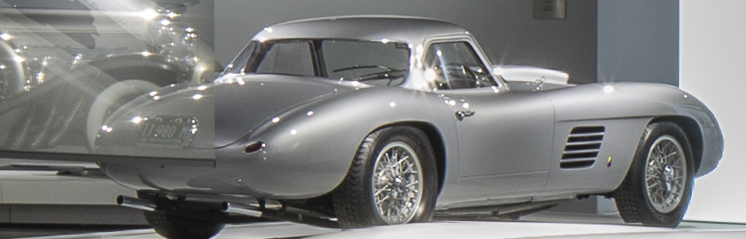
1954 Ferrari 375 MM